# Рутковська Ольга Василівна
Ольга Василівна Рутковська (26 вересня 1937 — 27 липня 2022, Київ) — український культурно-освітній діяч, народознавець, засновник і організатор етнокультурних проектів.

## Життєпис

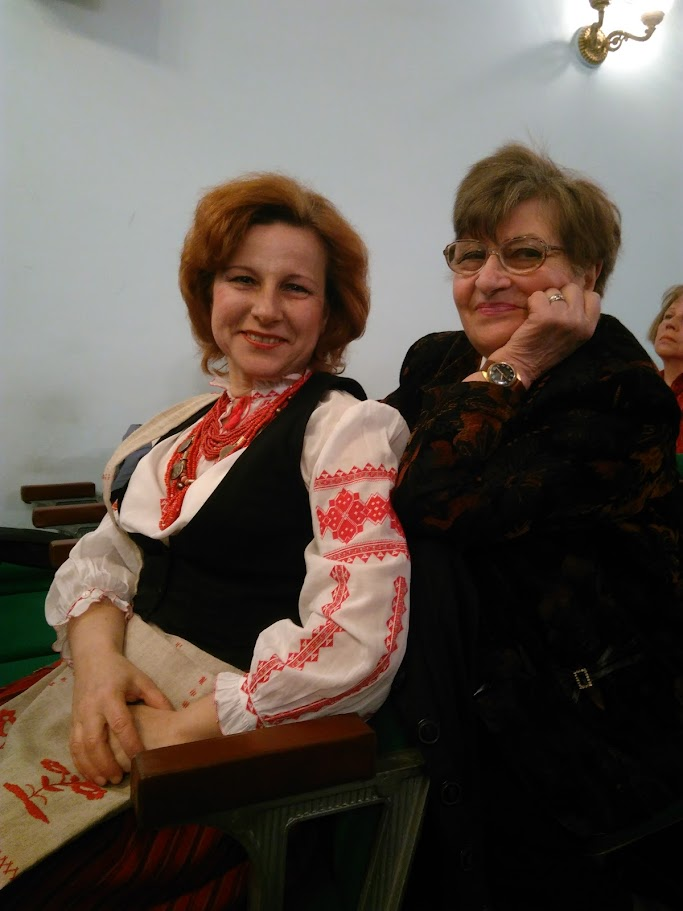
Вікторія і Ольга Рутковські, квітень 2016

Мати Євгенія Іванівна — з Ковельщини на Волині, дід Іван Володимирович Войнаровський — нащадок відомого шляхетського роду, закоріненого у часах Івана Мазепи; батько Василь Тимофійович Кононенко — з багатодітної шахтарської сім'ї зі Слов'янська на Донбасі. Донька Вікторія — поетеса, журналіст.
1961 — закінчила філологічний факультет Ніжинського державного педінституту (зараз університет) ім. Миколи Гоголя зі спеціальності українська мова, література, співи.
1962—1963 — в ІМФЕ АН УРСР (відділ словесного фольклору);
1963—1993 — в Центральному Будинку народної творчості (Республіканському науково — методичному центрі народної творчості і культурно — освітньої роботи; Українському центрі народної творчості);
1991—1992 — у Переяслав — Хмельницькому педагогічному училищі Київської області(зараз університет ім. Григорія Сковороди);
1994—1997 — у Державному Центрі культурних ініціатив Міністерства культури України. Займається творчою і громадською роботою, консультує фольклорні колективи.

## Творчість
Ольга Рутковська — дослідник і популяризатор фестивального руху, народної художньої творчості, традиційної обрядової культури українців; сценарист і постановник народознавчих вечорів, фольклорно-етнографічних програм, масових культурно-мистецьких заходів у Києві, областях України та за її межами (1964—1998); член журі республіканських акцій: фольклорного радіоконкурсу «Золоті ключі» (1980—1985), телетурніру «Сонячні кларнети» (1979—1986); телефестивалю етноменшин «У колі друзів» (1987—1991).
Автор просвітницьких, науково-популярних статей в енциклопедичних та народознавчих виданнях, інформаційно-методичних, культурологічних часописах; щорічниках «Наука і культура», «Історичний календар», «Волинь моя»; наукових збірниках — ІМФЕ ім. М. Т. Рильського НАН України; Українського центру культурних досліджень; Національного Центру народної культури «Музей Івана Гончара».
В її доробку — сотні радіопередач і публікацій у періодиці про аматорське мистецтво, святкову звичаєвість, аутентичний фольклор, їх носіїв; забуті й маловідомі імена славетних діячів національної історії, культури, науки.
Автор двох книг народознавчих розвідок, нарисів, статей, есеїв, аналітичних, методичних матеріалів, інтерв'ю, творчих портретів, сценаріїв — «Забуте і воскресле».

### Книжкові видання
Ольга Рутковська. Забуте і воскресле. / Народознавчі нариси: відроджені традиції, свята, обряди. Штрихи до портретів. Забуті сторінки життєпису славетних. — Книга І. — К., 2007. — 315 с.

## Громадська діяльність
Член Всеукраїнської національної музичної спілки (1999), Член Національної спілки журналістів України (1999).
Заступник головного редактора щорічника «Волинь моя» Міжнародного громадського об'єднання «Волинське братство»; активний член жіночого клубу «Волинянка» МГО «Волинське братство» у Києві.

## Відзнаки
Грамота Президії Верховної Ради УРСР (1973);
медаль «Ветеран праці» (1986);
медаль — Почесна відзнака Міністерства культури і туризму України «За багаторічну плідну працю в галузі культури» (2007);
медаль Всеукраїнського товариства «Просвіта» ім. Тараса Шевченка «Будівничий України» — За вагомий особистий внесок у справу українського національного відродження, розбудову та зміцнення Української держави (2007).